# Enrik Garcia
 (octobre 2011).
Si vous disposez d'ouvrages ou d'articles de référence ou si vous connaissez des sites web de qualité traitant du thème abordé ici, merci de compléter l'article en donnant les références utiles à sa vérifiabilité et en les liant à la section « Notes et références ».
Enrik Garcia est un guitariste et compositeur espagnol ; en 1993, il fonde le groupe de Power metal espagnol Dark Moor.

## Discographie (Dark Moor)

### Albums Studio
- Shadowland (1999)
- The Hall of the Olden Dreams (2000)
- Gates of Oblivion (2002)
- Dark Moor (2003)
- Beyond The Sea (2005)
- Tarot (2007)
- Autumnal (2009)
- Ancestral Romance (2010)
- Ars Musica (2013)
- Project-X (2015)

### EP et Singles
- The Fall of Melniboné, Maxi-Single (2001)
- From Hell, Single (2003)
- Between Light and Darkness, EP (2003)